# Paolo Maroni
Paolo Maroni (Torino, 8 novembre 1884 – Roma, 24 luglio 1950) è stato un ammiraglio italiano, già distintosi come ufficiale nel corso della prima guerra mondiale, nel 1939, colpito dall'applicazione delle leggi razziali imposte dal regime fascista, fu posto in congedo assoluto. Rientrò in servizio attivo il 6 giugno 1944, dopo la liberazione di Roma, ricoprendo vari incarichi. Fu direttore dell'Ufficio Storico della Marina Militare, della Rivista Marittima e della Rivista di cultura marinara, e presidente della Lega navale italiana dal 1 maggio 1948 al 24 luglio 1950.

## Biografia
Nacque a Torino l'8 novembre 1884. Nel 1900 fu ammesso a frequentare la Regia Accademia Navale di Livorno da cui uscì, con il grado di guardiamarina, nel 1904. Dopo una serie di incarichi a terra e su navi si specializzò in elettrotecnica e radiotecnica alla vigilia della prima guerra mondiale. Prestò servizio sulle unità maggiori e al comando di torpediniere, venendo decorato di medaglia d'argento e croce di guerra al valor militare per aver compiuto audaci missioni lungo la costa dell'Istria. Al comando della torpediniera 4 PN fu il primo ad entrare nella rada della piazzaforte di Pola ormeggiandosi alla banchina del porto militare, tra Scoglio degli Olivi e l'isoletta di Sant'Andrea il 4 novembre 1918.
Dopo la fine della Grande Guerra prestò servizio in missioni a carattere internazionali nel Levante, in Albania e nel Mar Egeo. Promosso capitano di corvetta  nel 1922, ricevette un encomio per l'installazione di una stazione radiotelegrafica internazionale a Costantinopoli e un elogio nel 1924 per la sua azione di comando a bordo del cacciatorpediniere Audace lungo la costa della Dalmazia. Divenuto capitano di fregata nel 1925, ricoprì l'incarico di addetto navale in Turchia  e quando il conflitto greco-turco impose lo sgombero della popolazione europea dell'Anatolia, divenne delegato italiano alla Commissione interalleata di sgombero. Nel 1926 fu rappresentante italiano presso al Commissione italo-turca per la delimitazione del confine marittimo in Egeo, e l'anno successivo fu nominato aiutante di campo onorario di re Vittorio Emanuele III. Con il grado di contrammiraglio, durante la guerra di Spagna (1936-1938), fu al comando di una Divisione navale distinguendosi per l'opera di protezione dei connazionali in quella difficile situazione politico-militare. L'anno successivo, colpito dall'applicazione delle leggi razziali imposte dal regime fascista, fu posto in congedo assoluto. Richiamato in servizio dopo la liberazione di Roma, 6 giugno 1944, fu posto in ausiliaria e quindi richiamato in servizio attivo. Svolse importanti incarichi nell'ambito della ricostruzione della Marina. Divenuto ammiraglio di squadra prestò servizio nell'ufficio studi economico-finanziari per le trattative post-belliche, membro della commissione per il passaggio degli impianti navali dall'economia di guerra a quella di pace, membro della commissione per l'istituzione del servizio statistico della Marina Militare e della commissione per la ricompilazione del regolamento di disciplina. Successivamente fu nominato direttore dell'Ufficio Storico, della Rivista Marittima e della Rivista di cultura marinara. Il 1 maggio 1948, a causa della grave crisi in cui si trovava la Lega navale italiana ricevette l'incarico di dare nuovo assetto operativo all'istituzione divenendone Presidente. Si spense a Roma il 24 luglio 1950.